# 王居安
王居安（？—1232年），本名居敬，字簡卿，後改字資道，號方巖，台州黃巖縣方巖鄉（今屬溫嶺市）人，南宋政治人物。
早年定居黃巖縣巖魁坊（今台州市黃巖區西城街道郟家巷）。南宋淳熙十四年（1187年）進士，一甲三名。任徽州推官，遷江東提刑司幹官。嘉泰二年（1202年），任司農寺丞。開禧三年（1207年），官秘書丞、著作郎，兼國史院編修官、實錄院檢討官，遷著作郎。韓侂胄被誅，擢右司諫。因敢言罷官，閑居十一年。《宋史》稱“掃除群邪，以匡王國，其志壯哉”。嘉定十五年（1222年），以寶謨閣待制出知溫州。寶慶元年（1225年）知福州。以龍圖閣直學士致仕。紹定五年（1232年）去世，贈少保。王居安墓在方巖鄉大溪，今大溪鎮花園坦即故居花園舊址。有《方巖集》，已佚。

## 延伸阅读
[在维基数据编辑]
 《宋史·卷405》，出自脱脱《宋史》